# Carregador d'arrencada
Un carregador d'arrencada (boot loader en anglès) és un petit programa que realitza la inicialització bàsica del sistema. Aquest comportament ve donat per la forma en què està organitzat el programari en els ordinadors.
El sistema operatiu i el programari necessari per fer funcionar l'ordinador estan emmagatzemats en el disc dur (actualment pot executar-se un sistema operatiu des d'un disc òptic o un dispositiu USB). Per carregar-los en la memòria RAM seria necessari un altre sistema operatiu. Aquesta paradoxa es resol amb el carregador d'arrencada, que no és capaç de fer tasques complexes, però sí que conté les mínimes instruccions per carregar el sistema operatiu.
Els primers carregadors llegien el sistema operatiu des de suports externs com fitxes de paper o similars. Actualment la CPU executa codi des d'una memòria fixa ROM i es comença comprovant els dispositius d'emmagatzematge en un ordre prefixat en la BIOS i s'executa el carregador que es trobi primer (normalment en el del disc dur). Aquest carregador primari es troba en seccions arbitràries del dispositiu on es troba (normalment anomenades "seccions de càrrega").
Aquest primer carregador deriva a un carregador de programari secundari, molt més complex, sovint part del mateix sistema operatiu que carrega, i ja situat en qualsevol part del dispositiu d'emmagatzematge. És el cas de GRUB i LILO, que poden carregar sistemes operatius com Linux i Windows, o NTLDR, que només carrega Windows NT.

## Característiques

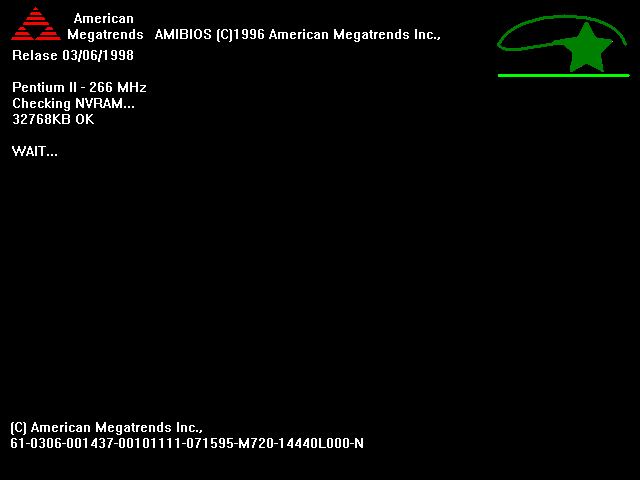
Fase posterior al POST d'un PC basat en firmware BIOS.

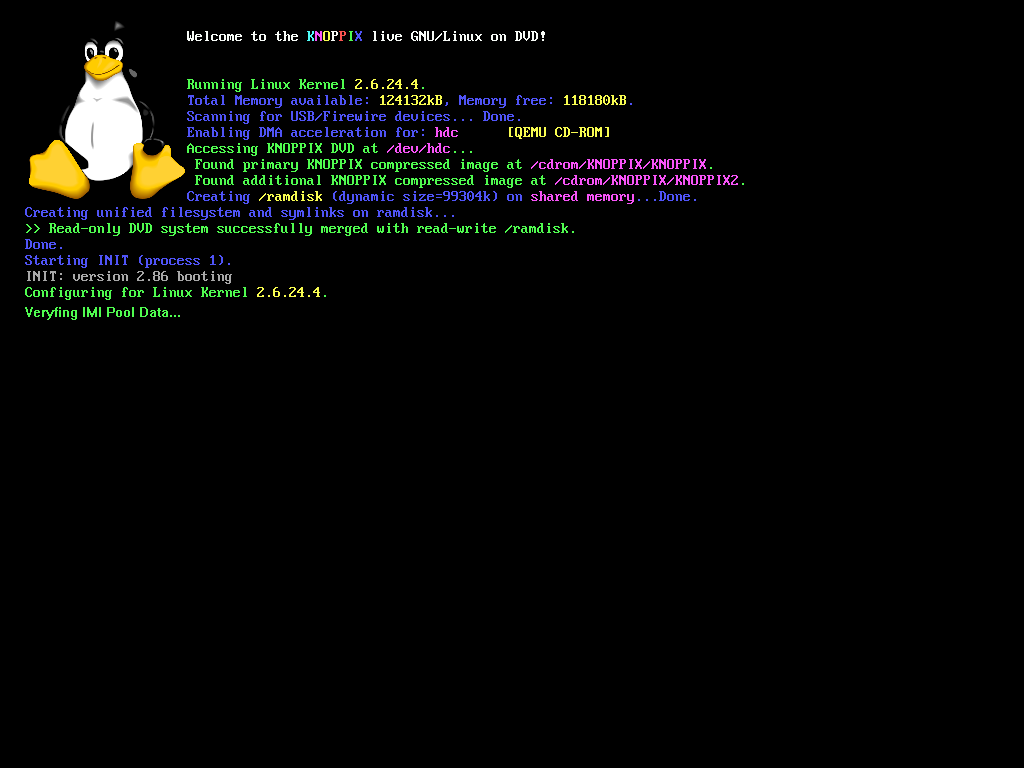
Fase de càrrega de GNU/Linux (Knoppix).

Un carregador o gestor d'arrencada (en anglès: bootloader) és un programa senzill (que no té la totalitat de les funcionalitats d'un sistema operatiu) dissenyat exclusivament per preparar tot el que necessita el sistema operatiu per funcionar. Normalment, s'utilitzen els carregadors d'arrencada multietapes, en què diversos programes petits se sumen els uns als altres, fins que l'últim carrega el sistema operatiu.
Als ordinadors moderns (després de 1975), el procés d'arrencada comença amb la CPU executant els programes continguts a la memòria ROM en una adreça predefinida (es configura la CPU per executar aquest programa, sense ajuda externa, en encendre l'ordinador).

### Carregador d'arrencada de segona etapa

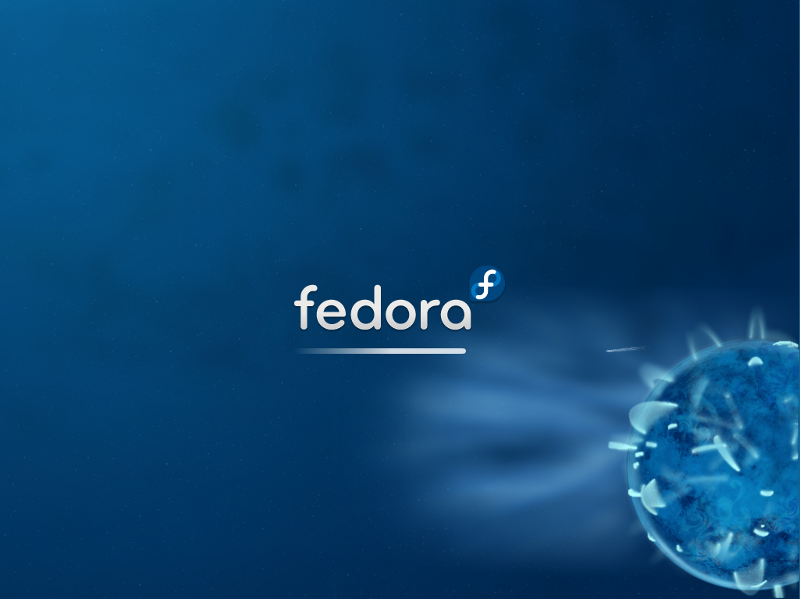
Plymouth desplegant una animació a Fedora.

Aquest programa conté funcionalitats rudimentàries per cercar unitats que es puguin seleccionar per participar en l'arrencada, i carregar un petit programa des d'una secció especial de la unitat més prometedora. El petit programa no és, en si mateix, un sistema operatiu sinó, simplement, un carregador d'arrencada de segon nivell, com Lilo o Grub, que és capaç de carregar el sistema operatiu pròpiament dit i, finalment, transferir-li el control. El sistema s'autoiniciarà i pot carregar els controladors de dispositius i altres programes que són necessaris per al funcionament normal del sistema operatiu.
El procés d'arrencada es considera complet quan l'ordinador està preparat per contestar els requisits de l'exterior. El típic ordinador modern arrenca en, aproximadament, un minut (del qual, 15 segons són emprats pels carregadors d'arrencada preliminars i, la resta, pel carregador del sistema operatiu), mentre que els grans servidors poden necessitar diversos minuts per arrencar i començar tots els serveis; per assegurar una alta disponibilitat, ofereixen uns serveis abans que altres.
La majoria dels sistemes embeguts han d'arrencar gairebé instantàniament, per exemple, esperar un minut per poder veure la televisió es considera inacceptable. Per això, tenen el sistema operatiu a la ROM o memòria flash, gràcies al que poden ser executats de forma gairebé instantània.

## Bootsplash & Splashy
A Linux, durant el procés d'arrencada es mostra per pantalla la seqüència de mòduls i altres components del sistema operatiu a mode text. Per defecte es mostra així, però un pegat anomenat splashy, (substitut de bootsplash) permet amagar aquestes línies de text (amb l'opció "quiet" y "splash" en les línies d'arrencada), oferint al seu lloc una imatge més amigable, amb una barra de progrés. No obstant això, es pot canviar al mode "verbose" (detallat) prement la tecla F2, cosa que ens mostrarà de nou els missatges propis del procés d'arrencada. També dota la consola de Linux d'un fons totalment configurable.
Tot això és possible gràcies al framebuffer, que possibilita les consoles a resolucions i profunditats de color altes.

## Ordinadors personals (PC)

### Dispositius d'arrencada

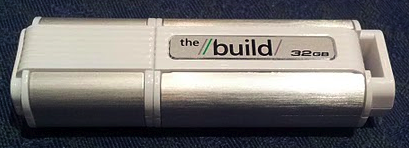
Unitat flash d'arrencada Windows To Go, un Live USB d'exemple

El dispositiu d'arrencada és el dispositiu des del qual es carrega el sistema operatiu. El microprogramari UEFI o BIOS d'un PC modern admet l'arrencada des de diversos dispositius, generalment una unitat d'estat sòlid o unitat de disc dur a través de la GPT o Master Boot Record (MBR) en aquesta unitat o disc, una unitat de disc òptic (fent servir El Torito), un dispositiu d'emmagatzematge massiu USB (unitat flaix basada en FTL, targeta SD o lector de targetes de memòria, disc dur USB unitat de disc, unitat de disc òptic USB, etc.), o una targeta d'interfície de xarxa (usant PXE). Els dispositius d'arrencada BIOS més antics i menys comuns inclouen disquets, Zip drives i LS-120.
Normalment, el microprogramari del sistema (UEFI o BIOS) permetrà a l'usuari configurar un "ordre d'arrencada". Si l'ordre d'arrencada s'estableix a "primer, la unitat de DVD; segon, la unitat de disc dur", llavors el microprogramari intentarà arrencar des de la unitat de DVD i, si això falla (per exemple, perquè no hi ha DVD a la unitat), intentarà arrencar des de la unitat de disc dur local.
Per exemple, en un PC amb Windows instal·lat al disc dur, l'usuari podria establir l'ordre d'inici en què es va indicar anteriorment i després inserir un Linux Live CD per provar Linux sense haver d'instal·lar un sistema operatiu al disc dur. Aquest és un exemple d'arrencada dual, en què l'usuari tria quin sistema operatiu iniciar després que l'ordinador hagi realitzat la seva autocomprovació d'encesa (POST). En aquest exemple d'arrencada dual, l'usuari tria inserir o treure el DVD de l'ordinador, però és més comú triar quin sistema operatiu arrencar seleccionant des d'un menú gestor d'arrencada al dispositiu seleccionat, usant el teclat de l'ordinador per seleccionar des d'un menú d'arrencada BIOS o UEFI, o tots dos; el menú d'inici generalment s'ingressa prement les tecles F8 o F12 durant el POST; la Configuració del BIOS generalment s'ingressa prement les tecles F2 o DEL durant la POST.
Hi ha diversos dispositius disponibles que permeten a l'usuari "arrencar ràpidament" en allò que sol ser una variant de Linux per a diverses tasques senzilles com l'accés a Internet; alguns exemples són Splashtop i Latitude ON.

### Seqüència d'arrencada

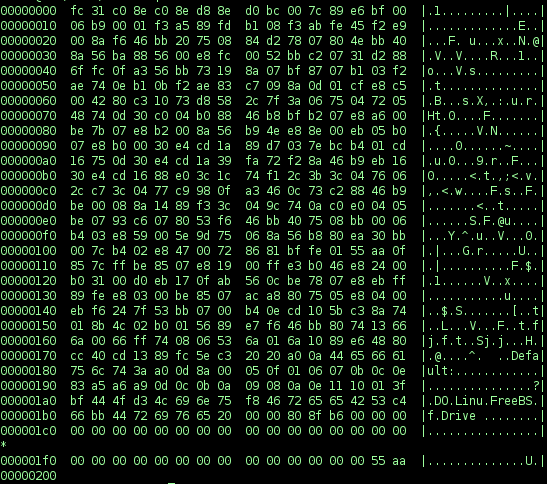
Un bolcat hexadecimal del MBR boot0 de FreeBSD

En iniciar-se, la CPU x86 d'un ordinador personal compatible amb IBM, executa a mode real, la instrucció ubicada a vector de reinici (l'adreça de memòria física FFFF0h a processadors x86 de 16 bits i FFFFFFF0h en processadors x86 de 32 i 64 bits), generalment apunta al punt d'entrada del microprogramari (UEFI o BIOS) dins de la ROM. Aquesta ubicació de memòria normalment conté una instrucció de salt que transfereix l'execució a la ubicació del programa d'inici del microprogramari (UEFI o BIOS). Aquest programa executa una autoprova d'encesa (POST) per comprovar i inicialitzar els dispositius necessaris, com la memòria principal (DRAM), el bus PCI i els dispositius PCI (inclòs el funcionament integrat ROM opcional). Un dels passos més complicats és configurar DRAM sobre SPD, cosa que es complica encara més pel fet que en aquest punt la memòria és molt limitada.
Després d'inicialitzar el maquinari requerit, el microprogramari (UEFI o BIOS) passa per una llista preconfigurada de dispositius d'emmagatzematge no volàtil ("seqüència d'arrencada de dispositiu") fins que en trobeu un d'arrencada. Un dispositiu MBR d'arrencada es defineix com un que es pot llegir i on els dos últims bytes del primer sector contenen la paraula little-endian AA55h, trobada com a seqüència de bytes 55h, AAh al disc (també coneguda com a Signatura d'arrencada MBR), o on s'estableixi d'una altra manera que el codi dins del sector és executable a PC x86.
Quan el BIOS ha trobat un dispositiu d'arrencada, carrega el sector d'arrencada a l'adreça lineal 7C00h (normalment segment:offset 0000h:7C00h,:29 però alguns BIOS usen erròniament 07C0h:0000h) i transfereixen l'execució al codi d'arrencada. En el cas d'un disc dur, això s'anomena Master Boot Record (MBR). El codi MBR convencional comprova la taula de particions del MBR per cercar una partició configurada com a "arrencable". (el que té l'indicador actiu establert). Si hi ha una partició activa, el codi MBR carrega el codi sector d'arrencada d'aquesta partició, conegut com a Registre d'arrencada de volum (VBR), i l'executa. El codi inicial MBR sol ser específic del sistema operatiu.
El codi d'arrencada del sector és el carregador d'arrencada de primera etapa. Es troba a discos fixos i unitats extraïbles, i ha de cabre en els primers 446 bytes del Master Boot Record per deixar espai per a la taula de partició per omissió de 64 bytes amb quatre entrades de partició i la signatura d'arrencada de dos bytes, que requereix el BIOS per a un carregador d'arrencada adequat —o fins i tot menys, quan característiques addicionals com a més de quatre entrades de partició (fins a 16 amb 16 bytes cadascuna), una signatura de disc (6 bytes), una marca de temps de disc (6 bytes), una Partició activa avançada (18 bytes) o carregadors multi-boot també han de ser compatibles en alguns entorns. A floppy i superfloppy Volume Boot Records, fins a 59 bytes estan ocupats per al Bloc de paràmetres de BIOS estès en els volums FAT12 i FAT16 des de DOS 4.0, mentre que el FAT32 EBPB introduït amb DOS 7.1 requereix fins i tot 87 bytes, deixant només 423 bytes per al carregador d'arrencada quan s'assumeix una mida de sector de 512 bytes. Per tant, els sectors d'arrencada de Microsoft tradicionalment imposaven certes restriccions en el procés d'arrencada, per exemple, el fitxer d'arrencada havia d'ubicar-se en una posició fixa al directori arrel del sistema de fitxers i emmagatzemar-se com a sectors consecutius, condicions ateses per l'ordre SYS i lleugerament relaxat en versions posteriors de DOS. Després, el carregador d'arrencada va poder carregar els primers tres sectors del fitxer a la memòria, que va resultar contenir un altre carregador d'arrencada integrat capaç de carregar la resta del fitxer a la memòria. Quan Microsoft va afegir LBA i compatibilitat amb FAT32, fins i tot van canviar a un carregador d'arrencada que arribava a "dos" sectors físics i usava instruccions 386 per raons de mida. Alhora, altres proveïdors van aconseguir incloure molta més funcionalitat en un sol sector d'arrencada sense relaxar les restriccions originals de només una memòria disponible mínima (32 KB) i suport de processador (8088/8086). Per exemple, els sectors d'arrencada de DR-DOS poden localitzar el fitxer d'arrencada al sistema de fitxers FAT12, FAT16 i FAT32 i carregar-ho a la memòria com un tot mitjançant CHS o LBA, fins i tot si el fitxer no està emmagatzemat en una ubicació fixa i en sectors consecutius.
El VBR sol ser específic del sistema operatiu; no obstant això, la seva funció principal és carregar i executar el fitxer del carregador d'arrencada del sistema operatiu (com bootmgr o ntldr), que és el carregador d'arrencada de segona etapa, des d'una partició activa. Després, el carregador carrega el kernel del sistema operatiu des del dispositiu d'emmagatzematge.
Si no hi ha una partició activa, o el sector d'inici de la partició activa no és vàlid, l'MBR pot carregar un carregador d'inici secundari que seleccionarà una partició (sovint mitjançant l'entrada de l'usuari) i carregarà el vostre sector d'inici, que generalment carrega el kernel del sistema operatiu corresponent. En alguns casos, l'MBR també pot intentar carregar carregadors secundaris abans d'arrencar la partició activa. Si tota la resta falla, hauria d'emetre un INT 18h que fa la crida interrupció BIOS (seguit d'un INT 19h en cas que INT 18h tornés) per tornar el control al BIOS, que després intentaria arrencar altres dispositius, intentaria un arrencada remota a través de la xarxa.
Molts sistemes moderns (Intel Macs i PC més nous) fan servir UEFI.
A diferència del BIOS, UEFI (sense arrencada heretada a través de CSM) no depèn dels sectors d'arrencada, el sistema UEFI carrega el carregador d'arrencada (arxiu de Aplicació EFI al disc USB o a la Partició del sistema EFI) directament, i el kernel del sistema operatiu és carregat pel carregador.